# Список дипломатичних місій Ліхтенштейну

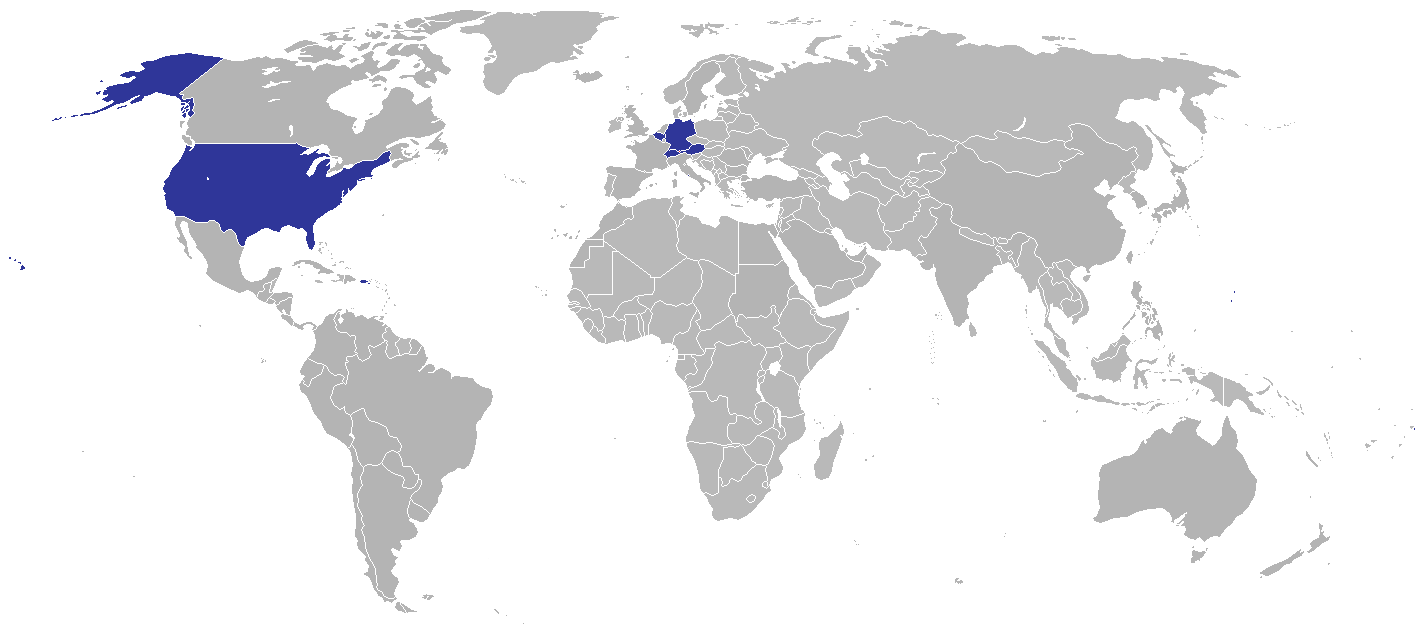
Дипломатичні місії Ліхтенштейну

Список дипломатичних місій Ліхтенштейну, виключаючи почесні консульства.

## Європа

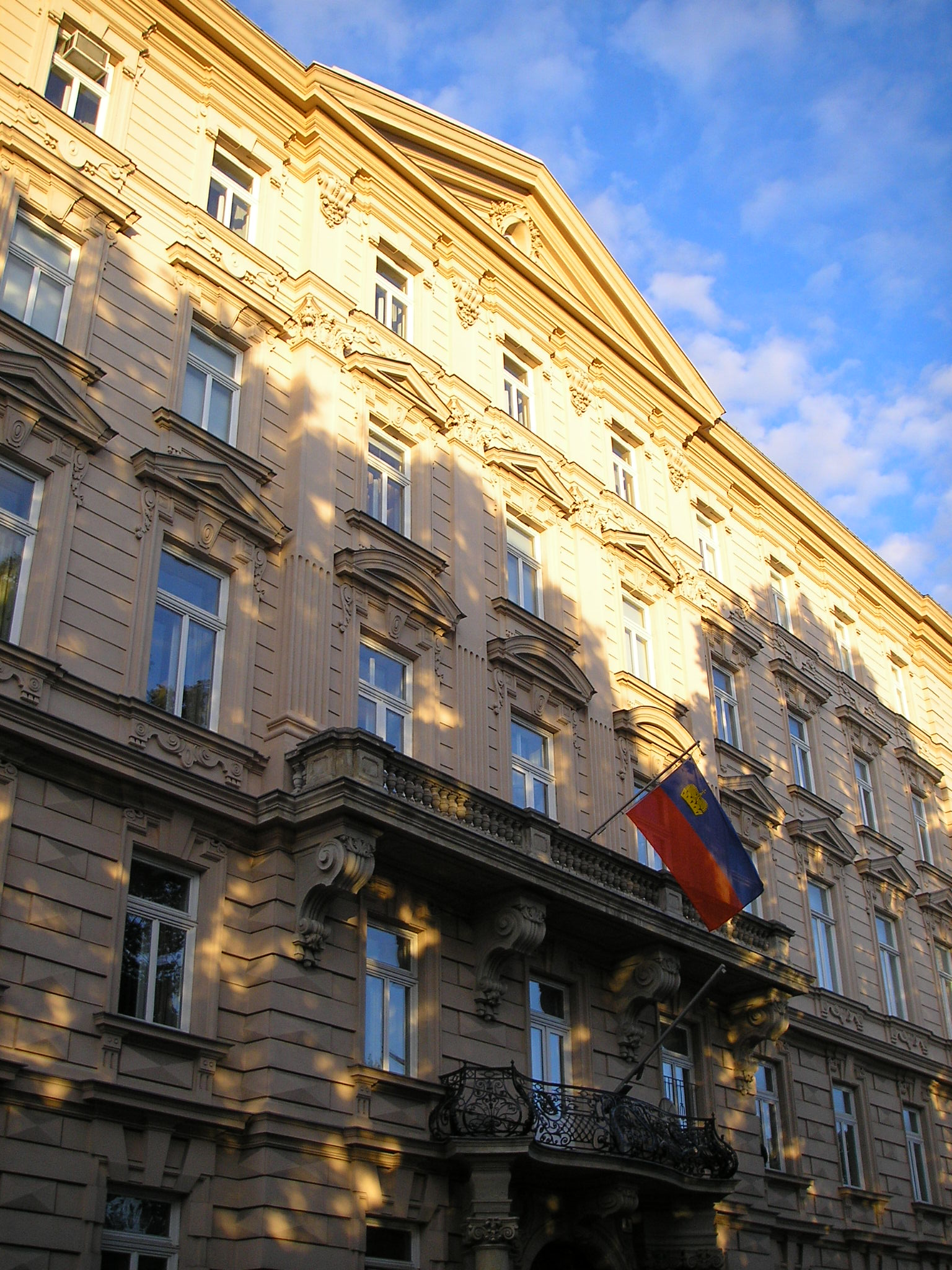
Посольство у Відні

- Австрія
  - Відень (посольство)
- Бельгія
  - Брюссель (посольство)
- Німеччина
  - Берлін (посольство)
- Ватикан
  - Ватикан (посольство)
- Швейцарія
  - Берн (посольство)

## Північна Америка
- США
  - Вашингтон (посольство)

## Міжнародні організації
- - Брюссель (місія при Європейському союзі)
  - Женева (місія при міжнародних організаціях, розміщених у місті)
  - Страсбург (місія при Раді Європи)
  - Нью-Йорк (місія при Організації Об'єднаних Націй)